# Valle de Chalco Solidaridad
Valle de Chalco Solidaridad é um município do estado do México, no México.